# Sindrome premestruale
Con sindrome premestruale (spesso abbreviata nella sigla SPM; anche chiamata iperfollicolinica) viene definita una complessa sintomatologia fisica e mentale che colpisce quattro donne su dieci in corrispondenza dei giorni immediatamente precedenti le mestruazioni.
Nel 1994 viene inserita nel DSM-IV. Nel DSM-5 (2013), viene descritto il disturbo disforico premestruale, che fa riferimento anche alle condizioni psichiche e agli stati emotivi che precedono il flusso mestruale.

## Eziologia
Il termine sindrome premestruale è stato introdotto per la prima volta negli anni sessanta, ad opera di Greene e Dalton, ma ancora non è stata identificata, tuttora, in modo definitivo, la causa scatenante dell'insieme di questi disturbi. Si ritiene in ogni caso trattarsi di una sorta di reazione autoallergica, dovuta a un'eccessiva produzione di ormoni da parte dell'ipofisi nella fase post-ovulatoria e premestruale; essa comporta un eccessivo lavoro da parte del fegato, e il relativo stato di affaticamento.

## Clinica
La sindrome si può presentare con manifestazioni cliniche fisiche e psichiche.

### Sintomi fisici
- Tensione mammaria
- Sensazione di gonfiore diffuso
- Cefalea
- Acne
- Disturbi dell'appetito
- Costipazione o diarrea
- Dolori muscolari e/o alla schiena
- Aggravamento di asma, rinite
- Aumento di peso
- Nausea

### Sintomi psichici
- Irritabilità e variabilità dell'umore (disforia)
- Basso tono dell'umore (depressione)
- Diminuzione/aumento della libido sessuale
- Astenia
- Difficoltà di concentrazione
- Bassa tollerabilità agli stress
- Disturbi del sonno

## Trattamento
La terapia, solitamente, per la sindrome premestruale consiste nell'uso di antidolorifici e antinfiammatori a base di ibuprofene. 
Si ritiene che la somministrazione prolungata di magnesio (Mg) sia benefico per il mal di testa, la tensione mammaria e i crampi catameniali (che si presentano in corrispondenza delle mestruazioni). Degli studi hanno evidenziato l'utilità dell'assunzione dell'inositolo a dosaggi di 4 grammi al giorno, nel trattamento dei sintomi psicologici di ansia e depressione che accompagnano la sindrome.